# VfB Schwelm
VfB Schwelm is een Duitse voetbalclub uit Schwelm, Noordrijn-Westfalen.

## Geschiedenis
Op 21 maart 1906 werd de club opgericht als FC Schwelm na een fusie tussen Germania Schwelm en Westfalia Schwelm. De club was aangesloten bij de West-Duitse voetbalbond en speelde van 1930 tot 1933 in de hoogste klasse van de Bergisch-Markse competitie.
In 1994 werd de huidige naam aangenomen na een fusie met Sportfreunde Schwelm.